# 코파카바나 (리우데자네이루)

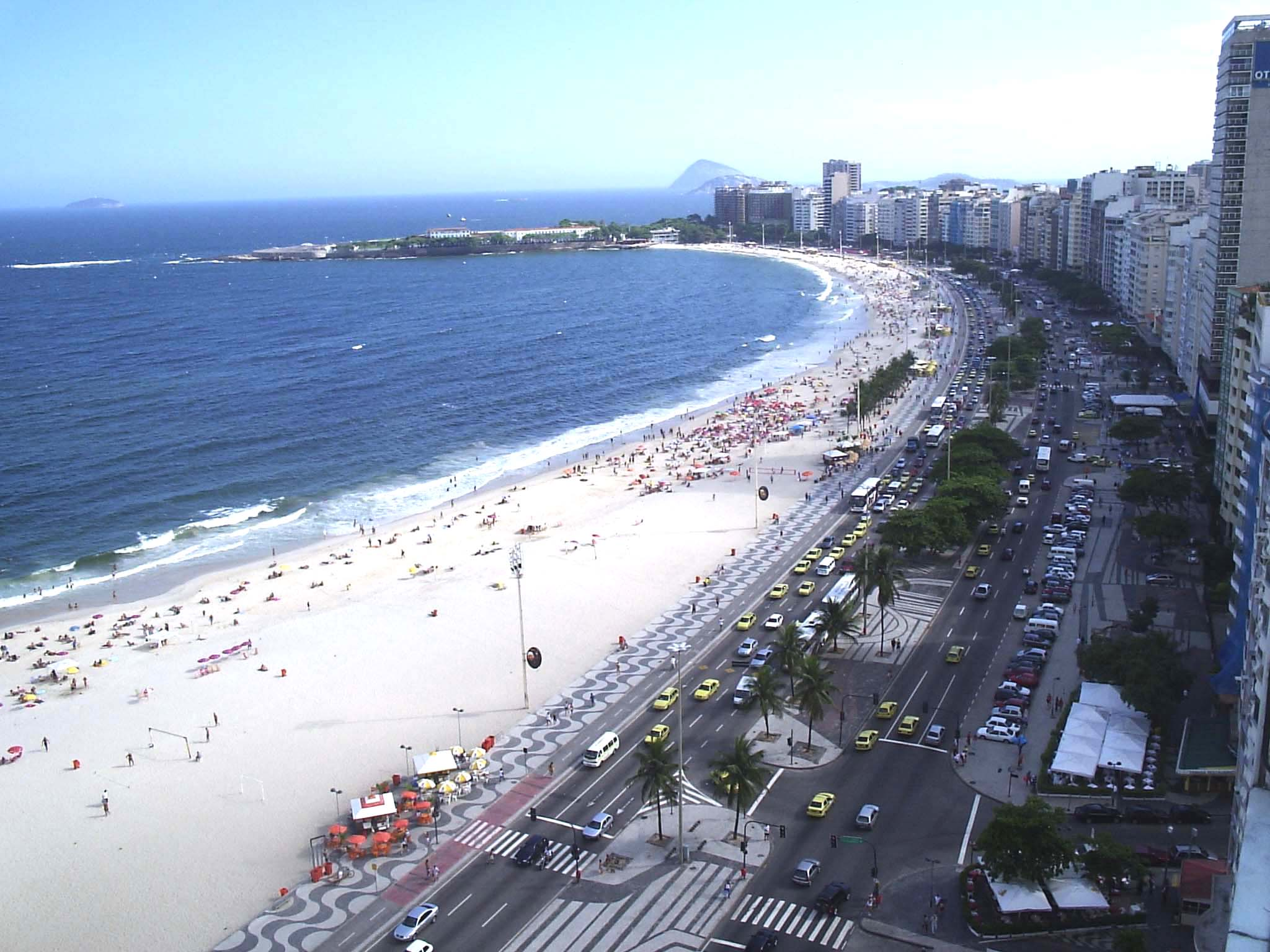
코파카바나 해변

코파카바나(포르투갈어: Copacabana)는 브라질 리우데자네이루 남동부에 위치한 관광 지역으로 대서양과 접한다. 약 4km에 달하는 하얀 모래 해변은 세계적으로 잘 알려져 있다
이곳에서 2016년 하계 올림픽 비치발리볼 경기가 열렸다.